# ㅊ
ㅊ(치읓)은 한글의 자음 중 열 번째 글자이다.
'ㅊ'은 현대 한국어의 치경구개 파찰음(남) 혹은 치조 파찰음(북)이다. 낱말 처음에 올 경우 무성[ t͡ɕʰ ](남) 혹은 [ t͡sʰ ](북), 홀소리와 홀소리 사이 혹은 유성 자음 앞뒤에서는 유성[ d͡ʑʱ ](남) 혹은 [ d͡zʱ ](북)이 되며, 종성에서 쓰이는 ㅊ은 소릿값이 종성 ㅌ과 같은 [ t ̚ ]이다.
훈민정음에 따르면 ㅊ이 나타내는 소리는 잇소리이며, 그 제자 원리는 이의 모양을 본뜬 ㅅ에 획을 더해 ㅈ을 만들고, 거기에 다시 획을 더해 만들었다고 한다. 초성으로는 차청, 종성으로는 입성이 된다. 종성 8자 제한 규정에는 들어 있지 않은데, ㅊ은 ㅈ·ㅿ 등과 더불어 휴지 앞이나 폐쇄음 앞에서는 ㅅ으로 통용된다고 하였다. 같은 잇소리 계열 ㅈ과 함께 15세기 한국어와 현대 표준어의 ㅊ 소릿값은 달랐다.

## 구개음화
현대 표준어에서 ㅊ은 ㅈ과 같이 입천장소리 또는 혓바닥소리인데 이는 잇소리에 [j] 반모음이 연결되어 있음을 뜻한다.(구개음화) 그래서 현대 한국어의 잇소리가 센입천장와 혀 앞쪽에서 나기 때문에 혀가 [j]와 비슷해져 ㅈ·ㅊ과 홀소리 사이에서 나는 [j]를 억지로 발음하려다 후치경음이 된다. 따라서 표준어에서는 ㅈ·ㅊ 다음에 ㅑ, ㅒ, ㅕ, ㅖ, ㅛ, ㅠ가 오면 ㅏ, ㅐ, ㅓ, ㅔ, ㅗ, ㅜ로 중화한다.
- 쳤다 → [t͡ʃʰjʌt̚.t˭ɐ]
- 차다 → [t͡ɕʰɐ.dɐ]

하지만 문화어에서는 ㅈ, ㅊ이 입천장소리 또는 혓바닥소리가 아니라 치경에서 조음되는 파찰음이기 때문에 잇소리에 [j] 반모음이 연결되는 구개음화가 일어나지 않는다. 따라서 문화어에서는 ㅈ·ㅊ 다음에 ㅑ, ㅒ, ㅕ, ㅖ, ㅛ, ㅠ가 올 경우와 ㅏ, ㅐ, ㅓ, ㅔ, ㅗ, ㅜ가 올 경우의 소리가 다르다.
- 쳤다 → [t͡ɕʰɔt̚.t˭ɐ]
- 차다 → [t͡sʰɐ.dɐ]

## 훈몽자회와 한글 맞춤법 통일안
훈몽자회에서 초성 독용 8자 안에 넣어 ‘치(齒)’라는 이름이 붙었다. 현재 ‘치읓’이라는 이름은 1933년 한글 맞춤법 통일안에서 정한 것이다.

## 같이 보기
- 한글

## 코드 값
| 종류                  | 종류           | 글자 | 유니코드 | HTML     |
| --------------------- | -------------- | ---- | -------- | -------- |
| 한글 호환 자모        | 한글 호환 자모 | ㅊ   | U+314A   | &#12618; |
| 한글 자모 영역        | 첫소리         | ᄎᅠ   | U+110E   | &#4366;  |
| 한글 자모 영역        | 끝소리         | ᅟᅠᆾ   | U+11BE   | &#4542;  |
| 한양 사용자 정의 영역 | 첫소리         |   | U+F7F0   | &#63472; |
| 한양 사용자 정의 영역 | 끝소리         |   | U+F8EA   | &#63722; |
| 반각                  | 반각           | ﾺ    | U+FFBA   | &#65466; |